# Венгерско-шведские отношения
Венгерско-шведские отношения — двухсторонние дипломатические отношения между Венгрией и Швецией. Швеция имеет посольство в Будапеште. Дипломатические отношения между двумя странами начались 28 декабря 1945 года. Эти отношения развились до более высокого уровня послов. В Стокгольме находится посольство Венгрии. Обе страны являются членами Совета Европы, Европейского союза и Организации по безопасности и сотрудничеству в Европе.

## История
Рауль Валленберг в период с июля по декабрь 1944 года выдавал шведскому посольству защитные паспорта и предоставлял евреям жилье, спасая десятки тысяч еврейских жизней в Венгрии.

### Официальные дипломатические отношения
Дипломатические отношения между двумя странами начались 28 декабря 1945 года. Обе страны имеют посольства на уровне послов в столицах друг друга, Будапеште и Стокгольме.
В октябре 1996 года состоялся визит короля Швеции Бьерна фон Сюдова, который был шведским министром обороны в правительстве Йорана Перссона с 1997 по 2002 год, посетил Будапешт с официальным визитом в 1996 году.
Анна Линд, министр иностранных дел Швеции, была убита в Стокгольме, и министр иностранных дел Венгрии почтил ее память 28 мая 2004 года в городском парке Будапешта.

## Международные соглашения и организации
После революции 1989 года и распада Советского Союза в 1991 году Венгрия и Швеция сочли целесообразным присоединиться к нескольким одним и тем же межправительственным организациям.

### Совет Европы
Швеция стала членом-основателем Совета Европы 5 мая 1949 года. Венгрия присоединилась к нему 6 ноября 1990 года.

### Европейский союз
Швеция присоединилась к Европейскому Союзу 1 января 1995 года вместе с Австрией и Финляндией, в то время как Венгрия присоединилась к ЕС 1 мая 2004 года вместе с 9 другими (в основном бывшими советскими) государствами.

### Организация Североатлантического договора
Венгрия вступила в НАТО наряду с Чешской Республикой и Польшей 12 марта 1999 года в рамках четвертого расширения НАТО.
Швеция, наряду с Финляндией, подала заявку на вступление в НАТО 17 мая 2022 года, и обе страны были официально приглашены вступить в североатлантический союз, когда 5 июля были подписаны протоколы о вступлении. Это положило начало процессу ратификации, в ходе которого все 30 действующих членов должны одобрить любого кандидата, если они хотят стать членами. 28 государств-членов ратифицировали шведскую заявку к 28 сентября 2022 года, подтверждения которых были официально зарегистрированы к 14 октября. Последними двумя несогласными были Венгрия и Турция.
Венгерское правительство представило соответствующие документы в Национальную ассамблею в июле, но последняя отказалась рассматривать запрос до того, как его рассмотрение было отложено на год. В октябре президент Финляндии, а также финские и шведские СМИ предположили, что Венгрия откладывает одобрение заявок северных стран, чтобы сохранить политическое влияние в вопросах ЕС, хотя они рассматривали одобрение Турции как более серьезное препятствие. Премьер-министр Виктор Орбан заявил в ноябре, что он ожидает, что парламент ратифицирует присоединение Швеции, когда они вновь соберутся в середине февраля. Вместо этого голосование по ратификации несколько раз откладывалось венгерским парламентом.29 марта пресс-секретарь Орбана, Золтан Ковач, написал в своем блоге список претензий, которые необходимо было решить, прежде чем можно было ратифицировать вступление Швеции.

## Военное сотрудничество
Вскоре после вступления Венгрии в НАТО в 1999 году, толчок был сделан, чтобы заменить в ВВС МиГ-29 флота с НАТО-совместимость-истребителем. К 2001 году было получено несколько предложений, в том числе предложение Швеции о поставке 24 JAS 39 °C /D и предложение США о поставке 24 подержанных F-16. Несмотря на то, что профессиональные комитеты отдали предпочтение F-16, 10 сентября 2001 года шведская заявка выиграла. 20 декабря 2001 года Венгрия подписала контракт со шведским правительством на аренду 14 JAS 39 Gripens сроком на 12 лет, начиная с 2006 года. К декабрю 2007 года все 14 самолетов были поставлены.
В 2012 году Венгрия решила продлить аренду до марта 2026 года. Самолеты были модернизированы в 2017 и 2022 годах. По истечении срока аренды оставшиеся «Грипены» будут принадлежать Венгрии.